# (36390) 2000 OV39
2000 OV39 (asteroide 36390) é um asteroide da cintura principal. Possui uma excentricidade de 0.20590160 e uma inclinação de 17.79215º.
Este asteroide foi descoberto no dia 30 de julho de 2000 por LINEAR em Socorro.